# Alexandre Preis
Alexandre Guermanovitch Preis (en russe : Александр Германович Прейс), né en 1905 et mort en 1942, est un écrivain russe, auteur de nombreuses pièces de théâtre et de livrets d'opéra, notamment ceux de Chostakovitch, Le Nez et Lady Macbeth du district de Mtsensk.